# Уокер, Джарас
Джарас Уокер (англ. Jarace Walker; род. 4 сентября 2003, Балтимор, Мэриленд) — американский профессиональный баскетболист, выступающий в НБА за команду «Индиана Пэйсерс». Играет на позиции тяжёлого и лёгкого форварда. На драфте НБА 2023 года он был выбран под 8-м номером.

## Профессиональная карьера

### Индиана Пэйсерс (2023—настоящее время)
«Вашингтон Уизардс» выбрали Уокера под восьмым общим номером на драфте НБА 2023 года и обменяли его в «Индиану Пэйсерс» вместе с двумя будущими выборами во втором раунде драфта на Билаля Кулибали, выбранного под седьмым на том же драфте. Уокер стал самым высоко выбранным на драфте выпускником Хьюстонского университета с тех пор, как в 1984 году «Хьюстон Рокетс» под первым общим номером выбрал Хакима Оладжьювона. 1 июля 2023 года Уокер вместе с 26-м пиком Беном Шеппардом подписали контракт с «Пэйсерс».
31 мая 2025 года во время 6-й игры финала Восточной конференции против «Нью-Йорк Никс» Уокер получил травму лодыжки в победном матче со счетом 125-108, который завершил серию. Уокер покинул игру на костылях, и тренер «Пэйсерс» Рик Карлайл заявил, что готовность Уокера к финалу НБА 2025 года против «Оклахомы-Сити Тандер» неопределенна. В конечном итоге Уокер выбыл на весь финал НБА, а «Пэйсерс» проиграли финал в решающей 7-й игре.

## Статистика

### Статистика в НБА
| Сезон                                                                                    | Команда | Регулярный сезон | Регулярный сезон | Регулярный сезон | Регулярный сезон | Регулярный сезон | Регулярный сезон | Регулярный сезон | Регулярный сезон | Регулярный сезон | Регулярный сезон | Регулярный сезон | Серия плей-офф | Серия плей-офф | Серия плей-офф | Серия плей-офф | Серия плей-офф | Серия плей-офф | Серия плей-офф | Серия плей-офф | Серия плей-офф | Серия плей-офф | Серия плей-офф |
| Сезон                                                                                    | Команда | GP               | GS               | MPG              | FG%              | 3P%              | FT%              | RPG              | APG              | SPG              | BPG              | PPG              | GP             | GS             | MPG            | FG%            | 3P%            | FT%            | RPG            | APG            | SPG            | BPG            | PPG            |
| ---------------------------------------------------------------------------------------- | ------- | ---------------- | ---------------- | ---------------- | ---------------- | ---------------- | ---------------- | ---------------- | ---------------- | ---------------- | ---------------- | ---------------- | -------------- | -------------- | -------------- | -------------- | -------------- | -------------- | -------------- | -------------- | -------------- | -------------- | -------------- |
| 2023/24                                                                                  | Индиана | 33               | 0                | 10,3             | 40,9             | 40,0             | 88,9             | 1,9              | 1,2              | 0,5              | 0,3              | 3,6              | 9              | 0              | 3,4            | 30,0           | 0,0            | 66,7           | 0,4            | 0,4            | 0,2            | 0,1            | 0,9            |
|                                                                                          | Всего   | 33               | 0                | 10,3             | 40,9             | 40,0             | 88,9             | 1,9              | 1,2              | 0,5              | 0,3              | 3,6              | 9              | 0              | 3,4            | 30,0           | 0,0            | 66,7           | 0,4            | 0,4            | 0,2            | 0,1            | 0,9            |
| Наведите курсор мыши на аббревиатуры в заголовке таблицы, чтобы прочесть их расшифровку. |         |                  |                  |                  |                  |                  |                  |                  |                  |                  |                  |                  |                |                |                |                |                |                |                |                |                |                |                |

### Статистика в Джи-Лиге
| Сезон                                                                                    | Команда          | Регулярный сезон | Регулярный сезон | Регулярный сезон | Регулярный сезон | Регулярный сезон | Регулярный сезон | Регулярный сезон | Регулярный сезон | Регулярный сезон | Регулярный сезон | Регулярный сезон | Серия плей-офф | Серия плей-офф | Серия плей-офф | Серия плей-офф | Серия плей-офф | Серия плей-офф | Серия плей-офф | Серия плей-офф | Серия плей-офф | Серия плей-офф | Серия плей-офф |
| Сезон                                                                                    | Команда          | GP               | GS               | MPG              | FG%              | 3P%              | FT%              | RPG              | APG              | SPG              | BPG              | PPG              | GP             | GS             | MPG            | FG%            | 3P%            | FT%            | RPG            | APG            | SPG            | BPG            | PPG            |
| ---------------------------------------------------------------------------------------- | ---------------- | ---------------- | ---------------- | ---------------- | ---------------- | ---------------- | ---------------- | ---------------- | ---------------- | ---------------- | ---------------- | ---------------- | -------------- | -------------- | -------------- | -------------- | -------------- | -------------- | -------------- | -------------- | -------------- | -------------- | -------------- |
| 2023/24                                                                                  | Индиана Мэд Энтс | 19               | 19               | 34,2             | 47,3             | 38,0             | 79,2             | 5,7              | 3,9              | 1,1              | 0,8              | 21,9             | Не участвовал  | Не участвовал  | Не участвовал  | Не участвовал  | Не участвовал  | Не участвовал  | Не участвовал  | Не участвовал  | Не участвовал  | Не участвовал  | Не участвовал  |
|                                                                                          | Всего            | 19               | 19               | 34,2             | 47,3             | 38,0             | 79,2             | 5,7              | 3,9              | 1,1              | 0,8              | 21,9             | Не участвовал  | Не участвовал  | Не участвовал  | Не участвовал  | Не участвовал  | Не участвовал  | Не участвовал  | Не участвовал  | Не участвовал  | Не участвовал  | Не участвовал  |
| Наведите курсор мыши на аббревиатуры в заголовке таблицы, чтобы прочесть их расшифровку. |                  |                  |                  |                  |                  |                  |                  |                  |                  |                  |                  |                  |                |                |                |                |                |                |                |                |                |                |                |

### Статистика в NCAA
| Сезон | Команда | Conf  | Class | GP | GS | MPG  | FG%  | 3P%  | FT%  | RPG | APG | SPG | BPG | PPG  |
| --- | ------- | ----- | ----- | -- | -- | ---- | ---- | ---- | ---- | --- | --- | --- | --- | ---- |
| 2022/23 | Хьюстон | AAC   | FR    | 36 | 35 | 27,6 | 46,5 | 34,7 | 66,3 | 6,8 | 1,8 | 1,0 | 1,3 | 11,2 |
| Всего | Всего   | Всего | Всего | 36 | 35 | 27,6 | 46,5 | 34,7 | 66,3 | 6,8 | 1,8 | 1,0 | 1,3 | 11,2 |
| Наведите курсор мыши на аббревиатуры в заголовке таблицы, чтобы прочесть их расшифровку Статистика приведена с сайта sports-reference.com |         |       |       |    |    |      |      |      |      |     |     |     |     |      |